# Cethosia koridana
Cethosia koridana är en fjärilsart som beskrevs av Kalis 1933. Cethosia koridana ingår i släktet Cethosia och familjen praktfjärilar. Inga underarter finns listade i Catalogue of Life.